# Семенівка (Пологівський район)
Семені́вка — село в Україні, в Пологівському районі Запорізької області. Населення становить 1174 осіб. До 2018 орган місцевого самоврядування — Семенівська сільська рада.

## Географія
Село Семенівка знаходиться на березі річки Мала Токмачка, вище за течією примикає село Григорівка, нижче за течією примикає село Басань. Поруч проходить залізниця, станція Кирилівка.

## Історія
Засноване село у 1799 році переселенцями з Семенівки Полтавської губернії поруч з скасованою в тому ж році Кирилівською фортецею Дніпровської лінії.
У 1903-1908 у Миколаївській церкві села Семенівка  Олександрівського повіту  служив священик Тимофій Драгожинський.
Під час організованого радянською владою Голодомору 1932—1933 років померло щонайменше 129 жителів села.
12 червня 2020 року, відповідно до розпорядження Кабінету Міністрів України № 713-р «Про визначення адміністративних центрів та затвердження територій територіальних громад Запорізької області», увійшло до складу Пологівської міської громади.
19 липня 2020 року, в результаті адміністративно-територіальної реформи та ліквідації  Пологівського(1923-2020) району увійшло до складу новоутвореного Пологівського району.

## Населення
За переписом населення України 2001 року в селі мешкало 1169 осіб.

### Мова
Розподіл населення за рідною мовою за даними перепису 2001 року:
| Мова       | Чисельність | Відсоток |
| ---------- | ----------- | -------- |
| українська | 1135        | 96,68%   |
| російська  | 19          | 1,61%    |
| румунська  | 13          | 1,11%    |
| вірменська | 4           | 0,34%    |
| болгарська | 2           | 0,17%    |
| білоруська | 1           | 0,09%    |
| Усього     | 1174        | 100%     |

## Економіка
- «Семенівське», ТОВ.

## Об'єкти соціальної сфери
- Школа.
- Дитячий садочок.
- Клуб.
- Дільнична лікарня.

## Пам'ятки
- Залишки Кирилівської фортеці колишньої Дніпровської лінії.

## Герб Семенівської сільської ради
Напівкруглий щит увінчаний срібною главою, на якій — гетьманська булава та спіле колосся. Посередині — квітка соняшника. На гербі — схематичний план Кирилівської фортеці, від забудови якої починається історія села. Гетьманська булава зображена на гербі тому, що і Кирилівська фортеця, і станція Кирилівка названі іменем останнього гетьмана України Кирила Розумовського.
Колоски у полі — то єдність громади, родюча нива, а також свідчення того, що основне заняття сільчан — землеробство.

## Відомі уродженці та постаті
- Гасик Михайло Іванович (*30 червня 1929) — український учений в галузі електрометалургії. Доктор технічних наук, професор. Академік НАН України. Академік АН ВШ України з 1994 р.
- Зікун Валентина Григорівна — депутат Верховної Ради УРСР 11-го скликання.